# クレイ郡 (サウスダコタ州)
クレイ郡（英: Clay County）は、アメリカ合衆国サウスダコタ州の南東部に位置する郡である。2010年国勢調査での人口は13,864人であり、2000年の13,537人から2.4%増加した。クレイ郡の郡名は、19世紀にケンタッキー州選出のアメリカ合衆国上院議員かつアメリカ合衆国国務長官などを務めたヘンリー・クレイに因んで名付けられた。郡庁所在地はバーミリオン市（人口10,571人）であり、同郡で人口最大の町でもある。バーミリオン市にはサウスダコタ大学がある。
クレイ郡は単独でバーミリオン小都市圏を構成している。

## 歴史
クレイ郡は、その土地が法的な所有に解放された1859年に形成を始めた。1862年に正式に組織化され、郡庁舎は1912年に建設された。
クレイ郡の名前はアメリカ合衆国に他に17郡ある。その大半がヘンリー・クレイに因むものである。

## 地理
アメリカ合衆国国勢調査局に拠れば、郡域全面積は417平方マイル (1,080.0 km2)であり、このうち陸地は412平方マイル (1,067.1 km2)、水域は5平方マイル (12.9 km2)で水域率は1.22%である。

### 主要高規格道路
- サウスダコタ州道19号線
- サウスダコタ州道46号線
- サウスダコタ州道50号線

### 隣接する郡
- ターナー郡 - 北
- リンカーン郡 - 北東
- ユニオン郡 - 東
- ディクソン郡 (ネブラスカ州) - 南東
- シーダー郡 (ネブラスカ州) - 南西
- ヤンクトン郡 - 西

### 国立保護地域
- ミズーリ国立レクリエーション河川（部分）

## 人口動態
以下は2000年の国勢調査による人口統計データである。
| 基礎データ - 人口: 13,537人 - 世帯数: 4,878 世帯 - 家族数: 2,721 家族 - 人口密度: 13人/km2（33人/mi2） - 住居数: 5,438軒 - 住居密度: 5軒/km2（13軒/mi2） 人種別人口構成 - 白人: 92.78% - アフリカン・アメリカン: 1.00% - ネイティブ・アメリカン: 2.66% - アジア人: 1.95% - 太平洋諸島系: 0.01% - その他の人種: 0.29% - 混血: 1.31% - ヒスパニック・ラテン系: 0.89% 先祖による構成 - ドイツ系：32.0% - ノルウェー系：15.6% - アイルランド系：9.9% - イギリス系：5.4% | 年齢別人口構成 - 18歳未満: 18.8% - 18-24歳: 31.5% - 25-44歳: 23.8% - 45-64歳: 15.8% - 65歳以上: 10.1% - 年齢の中央値: 25歳 - 性比（女性100人あたり男性の人口） - 総人口: 94.3 - 18歳以上: 92.5 世帯と家族（対世帯数） - 18歳未満の子供がいる: 28.0% - 結婚・同居している夫婦:45.0% - 未婚・離婚・死別女性が世帯主: 8.1% - 非家族世帯: 44.2% - 単身世帯: 31.0% - 65歳以上の老人1人暮らし: 8.0% - 平均構成人数 - 世帯: 2.32人 - 家族: 2.93人 信仰する宗教による構成 - メインライン・プロテスタント：28%（3,840人） - カトリック：13%（1,820人） - 福音主義：5%（613人）、主にミズーリ教会と南部バプテスト - 無宗派：50%以上 |

## 教育
1862年、ダコタ準州議会が州立大学の建設地をバーミリオン市に決めたが、1882年までは何もできなかった。この年、住民がそのキャンパス建設のために1万ドルの基金を充てることを決めた。これが現在のサウスダコタ大学になった。

## 都市と町
- バーバンク
- デールズバーグ
- グリーンフィールド
- アイリーン
- メックリング
- バーミリオン - 郡庁所在地、1859年設立、1873年法人化、昔あったバーミリオン砦あるいは近くのバーミリオン川に因む命名
- ワコンダ
- ウェスタービル

### 郡区
クレイ郡下記12の郡区に分けられている。
| - ベセル - フェアビュー - ガーフィールド - グレンウッド - メックリング - ノーウェイ | - プレザントバレー - プレーリーセンター - リバーサイド - スピリットマウンド - スター - バーミリオン |